# Hyalascus stellatus
Hyalascus stellatus är en svampdjursart som först beskrevs av Schulze 1886.  Hyalascus stellatus ingår i släktet Hyalascus och familjen Rossellidae. Inga underarter finns listade i Catalogue of Life.